# Кукушкинский сельский совет
Кукушкинский сельский совет (укр. Кукушкінська сільська рада, крымскотат. Qaraba Köküş köy şurası) — согласно законодательству Украины — административно-территориальная единица в Раздольненском районе Автономной Республики Крым.
Население по переписи 2001 года — 1787 человек. Площадь сельсовета 62 км².
К 2014 году состоял из 2 сёл:
- Кукушкино
- Огни.

## История
8 февраля 1988 года в Крымской области УССР в СССР был создан Кукушкинский сельский совет путём выделения сёл из состава Серебрянского сельсовета. По Всеукраинской переписи 2001 года население совета составило 1787 человек. С 12 февраля 1991 года сельсовет в восстановленной Крымской АССР, 26 февраля 1992 года переименованной в Автономную Республику Крым. С 21 марта 2014 года в составе Крыма аннексирован Россией. Законом «Об установлении границ муниципальных образований и статусе муниципальных образований в Республике Крым» от 4 июня 2014 года территория административной единицы была объявлена муниципальным образованием со статусом сельского поселения.